# 1973 NA
5496 1973 NA eller 1973 NA är en Jordnära asteroid som upptäcktes 4 juli 1973 av den amerikanska astronomen Eleanor F. Helin vid Palomarobservatoriet.
Den tillhör asteroidgruppen Apollo.